# 17649 Брунороссі
17649 Брунороссі (17649 Brunorossi) — астероїд головного поясу, відкритий 17 жовтня 1996 року.
Тіссеранів параметр щодо Юпітера — 3,336.
Названо на честь італійського астрофізика Бруно Россі